# Louise Brun
Louise Larsine Brun, född Gulbrandsen 16 december 1830 i Bergen, död 21 januari 1866 i Kristiania, var en norsk skådespelerska. Hon räknades som en av de mest betydande skådespelarna i Norge under 1800-talet. 
Hon gifte sig med kollegan Johannes Brun 1851. Hon spelade allt från tragedi till komedi, och ansågs särskilt bra i så kallade salongskomedier. Hon debuterade på teatern i Bergen 2 januari 1850, och var från 1857 verksam i Kristiania. Bland hennes roller fanns Charlotte Corday, fru Inger till Östråt, Deborah, Elisabeth (i Schillers Maria Stuart), Marguerite i "Drottning M:s sagor", hertiginnan Marlborough i "Ett glas vatten", grevinnan i "När damerna föra krig" med mera. Hon ansågs konstnärlig och med intelligent uppfattningsförmåga.